# El Pital
El Pital est une municipalité située dans le département de Huila, en Colombie.